# Деніел Франсиско
Деніел Франсиско (8 лютого 2000) — ангольський спортсмен. Учасник Чемпіонату світу з водних видів спорту 2017, де на дистанції 50 метрів батерфляєм посів 61-ше місце і не потрапив до півфіналу.